# Милютинский район
Милю́тинский райо́н — административно-территориальная единица (район) и муниципальное образование (муниципальный район) в составе Ростовской области Российской Федерации.
Районный центр — станица Милютинская. Расстояние до Ростова-на-Дону — 294 км.

## География
Район расположен  в северо-восточной части Ростовской области. По территории района протекают реки Березовая и Гнилая. Ландшафт района – южная лесостепь. Почвы представлены чернозёмом южным среднемощным, малогумусным и слабогумусным. Из лесов преобладают дубовые, липовые, сосновые.

## История
Образован район в 1935 году. В 1956 году укрупнён за счёт присоединения части территории бывшего Селивановского района. В 1963 году упразднён. Вновь восстановлен в 1965 году.

## Административное деление
В состав Милютинского района входят 7 сельских поселений:
1. Лукичевское сельское поселение (хутор Сулинский; посёлок Аграрный; хутор Новодонецкий; хутор Петровский)
2. Маньково-Березовское сельское поселение (слобода Маньково-Березовская; хутор Богачев; хутор Верхнепетровский; хутор Гоголевский; хутор Нижнепетровский; хутор Отрадно-Курносовский; хутор Павловка; хутор Решетняков; хутор Семеновка; хутор Степано-Савченский)
3. Милютинское сельское поселение (станица Милютинская; хутор Агропролетарский; хутор Новокузнецов; хутор Образцов; хутор Старокузнецов; хутор Терновой; хутор Широкий Лог; хутор Юдин)
4. Николо-Березовское сельское поселение (хутор Николовка; хутор Антоновка; хутор Борисов; хутор Ивановка; хутор Ивановский; хутор Николаевский; хутор Приходько-Придченский)
5. Орловское сельское поселение (хутор Орлов; посёлок Доброполье)
6. Светочниковское сельское поселение (посёлок Светоч; посёлок Долинный; посёлок Посадки; хутор Широко-Бахолдинский; хутор Широко-Оглоблинский)
7. Селивановское сельское поселение (станица Селивановская; хутор Варламовка; хутор Волоцков; хутор Вячеслав; хутор Коньков; хутор Кутейников; хутор Новодмитриевский; посёлок Полесье; хутор Севостьянов; хутор Широков)

## Население
| 2002    | 2009    | 2010    | 2011    | 2012    | 2013    | 2014    | 2015    | 2016    |
| ------- | ------- | ------- | ------- | ------- | ------- | ------- | ------- | ------- |
| 17 847  | ↘16 152 | ↘15 082 | ↘15 027 | ↘14 682 | ↘14 356 | ↘13 972 | ↘13 748 | ↘13 550 |
| 2017    | 2018    | 2019    | 2020    | 2021    |         |         |         |         |
| ↘13 330 | ↘13 093 | ↘12 714 | ↘12 400 | ↗13 020 |         |         |         |         |

Национальный состав
По итогам переписи населения 2020 года проживали следующие национальности (национальности менее 0,1 % и другое см. в сноске к строке «Другие»):
| Национальность | Численность, чел. | Доля     |
| -------------- | ----------------- | -------- |
| Русские        | 12 455            | 96,45 %  |
| Украинцы       | 54                | 0,42 %   |
| Армяне         | 43                | 0,33 %   |
| Цыгане         | 29                | 0,22 %   |
| Казахи         | 26                | 0,20 %   |
| Кумыки         | 16                | 0,12 %   |
| Молдаване      | 15                | 0,12 %   |
| Другие         | 276               | 2,14 %   |
| Итого          | 12 914            | 100,00 % |

## Достопримечательности
- Мемориал павшим в годы Великой Отечественной войны и братская могила советских воинов, погибших при освобождении станицы Селивановская в декабре 1942 года. На мемориале установлена стела с пятиконечной звездой. Перед ней стоят скульптуры женщины с мальчиком — пионером. Рядом установлены плиты с тремя барельефами воинов и плиты с именами погибших в годы Великой Отечественной войны[18]. В братской могиле похоронено 147 человек. Мемориал находится в станице Селивановская.

Объекты культурного наследия регионального значения:
- Православная церковь Николая Чудотворца в селе Маньково-Березовское. Построена в 1875 году.

Выявленные объекты культурного наследия:
- Свято-Никольский трехпрестольный храм в селе Маньково-Березовская. Действующий храм. Настоятель — протоиерей Мекушкин Андрей Александрович
- Бывшее пятиклассное церковно-приходское училище в селе Маньково-Березовская. Здесь в 1890—1892 годах учился будущий художник-баталист М. Б. Греков.
- Мельница в селе Маньково-Березовская.

Памятники природы:
- Липовая и Рассыпная балки. Эти близко расположенные балки у реки Березовая интересны своими байрачными лесами со степной и луговой растительностью. Здесь сохранились реликтовые дубравы.

## Археология
Памятники археологии Милютинского района:
- Курганная группа «Ново-Кузнецов I» (4 кургана) в хуторе Ново-Кузнецова.
- Курганная группа «Терновой I» (2 кургана) около хутора Тернового.
- Курганная группа «Каменный I» (2 кургана).
- Курганная группа «Петровский I» (3 кургана) около хутора Петровского.
- Курганная группа «Широко-Бахолдин II» (2 кургана) около хутора Широко-Бахолдина.

Всего на учёте в Милютинском районе находится 108 памятников археологии.
Стоянка «Кременная 2» находится в 1 км на северо-восток от восточной части хутора Золотовский. Кремнёвые изделия относятся к единому культурно-хронологическому комплексу периода позднего неолита. Стоянка «Кременная 3» находится в 70 м на северо-запад находится стоянка «Кременная 2». Особенности каменных орудий и керамики говорят о принадлежности стоянки к позднему неолиту. После поднятия уровня Каспийского моря до высоты −18 — −20 м примерно к 5000 г. до н. э., затопившего большую прибрежную полосу между Махачкалой на западе и полуостровом Мангышлак на востоке, прикаспийцы двинулись дальше к Средней Волге и Нижнему Дону — стоянка Кременная III (5200—4300 лет до н. э.). Нижнедонские стоянки Кременная II и Кременная III в культурном отношении тяготеют к Предкавказью и Прикаспию.